# Jak II: El renegado
Jak II es un videojuego de acción y aventura de plataformas desarrollado por Naughty Dog y publicado por Sony Computer Entertainment para PlayStation 2 en 2003. Es el segundo juego de la serie Jak and Daxter y una secuela de Jak and Daxter: The Precursor Legacy. Le siguió el Jak 3 al año siguiente, en 2004.
El juego presenta nuevas armas y dispositivos, nuevas áreas jugables y una historia que continúa después de los eventos de Jak and Daxter: The Precursor Legacy. El jugador asume el doble papel de los protagonistas Jak y Daxter.
Jak II recibió elogios de la crítica tras su lanzamiento. Los críticos aplaudieron el juego por estar muy pulido en casi todos los aspectos, y muchos coincidieron en que era uno de los mejores juegos de PlayStation 2 lanzados en ese momento. Algunas críticas, sin embargo, se dirigieron a los sistemas de puestos de control, su tono más oscuro y su alta dificultad. El juego es conocido entre los jugadores por ser uno de los más difíciles de PlayStation 2.

## Sinopsis

### Argumento
El juego comienza con Jak, Daxter (los protagonistas) y Samos (su vigilante) observando como Keira (la hija de Samos y de quien Jak está enamorado) les muestra el "Transporte de la Grieta" y la "Puerta Precursor de la Grieta". Cuando lo activan, la puerta abre un portal al que son lanzados los cuatro. Aparecen en Villa Refugio, dirigida por el Barón Praxis quien se encuentra en guerra contra una raza de bestias llamada Cabezachapas. El grupo es separado a su llegada, y Jak es apresado por el capitán de la Guardia Carmesí. Mientras se encuentra en Prisión, se experimenta Eco Oscuro con él, transformándolo parcialmente en una bestia.
Dos años después, Daxter le saca de la prisión, y juntos se unen a una organización rebelde conocida como "La Resistencia", que busca colocar al verdadero gobernador en el trono, un niño del que se habla como "El niño". Mientras forma parte de La Resistencia, Jak encuentra a Samos y Keira, al igual que a un Samos más joven. Además averigua que Praxis ha estado haciendo acuerdos con los cabezachapas para mantenerse en el trono. Lo que más le sorprende es descubrir que Villa Refugio es su hogar 200 años adelante en el futuro.
Durante el curso del juego, Praxis obtiene la Piedra Precursor, un artefacto de inmenso poder. El barón pretende romper la piedra en el nido de los cabezachapas, sin saber que al destruir la Piedra Precursor, se pondrá en marcha una reacción en cadena que destruirá el planeta. Praxis deja la destrucción de la piedra en manos de Krew, un traficante al que le chifla todo lo valioso y brillante, dueño del bar "Hip-Hog" en el puerto. Jak encuentra a Krew y destruye el dispositivo que está construyendo para romper la piedra. Krew muere como resultado de la explosión. 
Tras la muerte de Krew, los cabezachapas invaden la ciudad. Jak encuentra a Praxis en las afueras de la ciudad frente a Kor, un miembro de La Resistencia que había estado guardando al niño. Kor se presenta entonces como el jefe de los cabezachapas. Despide un aliento de energía sobre Praxis y se marcha volando. Antes de morir, el barón muestra a Jak otra bomba de Piedra Precursor, que contiene la verdadera Piedra Precursor. Daxter se introduce en el interior de la bomba y la desactiva, permitiendo a Jak coger la Piedra.
Mientras la Guardia Carmesí y La Resistencia combaten contra los cabezachapas en la ciudad, Jak se dirige al nido de los cabezachapas para enfrentarse a Kor. Allí descubre que Kor tiene al niño y un Anillo Precursor similar al que trajo a Jak y sus amigos a Villa Refugio. Kor revela a Jak que el niño es él de pequeño. Jak había sido enviado al pasado para aprender las habilidades necesarias para derrotar a Kor. El joven Jak, al ser inocente y no haber sido tocado por el Eco Oscuro, es capaz de liberar el poder contenido dentro de la Piedra Precursor.
Durante la batalla con Kor, este es decapitado por el Anillo Precursor, el cual sufre daños. Antes de romperse, el joven Jak libera el poder de la piedra, el cual se introduce en el anillo. Samos y Keira llegan, y mandan al joven Jak y al joven Samos atrás en el tiempo a través del anillo, dejando a Jak, Daxter, Samos y Keira vivir sus vidas en Villa Refugio. Daxter toma posesión del bar de Krew, y lo rebautiza como "El Roedor Truan".

## Sistema de juego
El modo de Juego de Jak II es considerablemente diferente al del juego anterior. Este suprime el papel del "Eco" en los enfrentamientos y lo sustituye por un rifle, con el que se puede combinar sus movimientos tradicionales. Esto también quitó la progresión de PowerCell y lo cambia por el modo de juego mundo abierto con diferentes misiones.
Realmente conserva ciertos aspectos de "El Legado de los Precursores". Muchas de las misiones son similares a él y el modo de juego con plataformas todavía está incluido. Varias piezas de tecnología del juego anterior, como el Portal de Transporte, se mantienen, así como todos los movimientos de Jak que son ampliado con la adición de las habilidades con Eco Oscuro. Recogiendo Eco Oscuro, Jak puede transformarse en Jak Oscuro, que es más poderoso en combate cuerpo a cuerpo. Recogiendo orbes dorados de cabezachapas, ganadas al derrotarlos, y dándoselos al oráculo del juego anterior, Jak puede ganar habilidades adicionales para su forma oscura.
Jak puede atravesar la gran ciudad usando vehículos aerodeslizadores y de medio vuelo. Más tarde consigue la Turbotabla, pudiendo desplazarse a ras del agua, deslizarse sobre carriles y alcanzar nuevas zonas.En algunas también se podrá usar un traje robótico.

### Armas
Este es el primer juego de la serie en donde se incluyen armas. Jak obtendrá un arma multi-forma casi al principio del juego. Mientras se avanza en la aventura, se le agregarán "mejoras de armas" que le otorgará nuevos módulos de armas o aumentarán la candencia de disparo, daño o munición. Cabe destacar que la mayoría de las armas tienen láser.
Estos son los Módulos:

#### Dispersora
Es la primera arma en obtenerse. Dispara una onda de choque de eco rojo que manda a volar y aturde a los enemigos si primero no los mata. Su potencia es alta, su candecia de disparo es media y su munición principal es de 50, pero se puede aumentar hasta 100. Perfecta para destruir enemigos en masa.

#### Bláster
Es la segunda arma en obtenerse y debido a sus cualidades equilibradas, la que más se usa en el juego. Dispara balas de eco amarillo. Su potencia es media, su candecia de disparo rápida y su munición principal es de 100 pero se puede aumentar a 200. Perfecta para destruir enemigos a larga distancia.

#### Tambor Vulcán/Furia volcánica
Es la tercera arma en obtenerse y debido a sus cualidades, la más usada para matar a enemigos más o menos fuertes. Su potencia es baja pero su candencia de disparo es súper rápida. Dispara balas de eco azul como una ametralladora y es más rápida que el relámpago naranja. Su munición principal es de 100 y se aumenta a 200. Debido a sus cualidades, se debe saber a que enemigo atacar ya que es muy difícil controlar la cantidad de balas que se dispara.

#### Pacificador
Irónicamente llamada así, es la cuarta, y la más destructiva y difícil arma que se pueda conseguir. Su potencia es súper destructiva. Lanza una bola de energía de eco oscuro, que al chocar dispersa eléctricamente su energía, destruyendo y aniquilando todo lo que se encuentre en su área. Cabe mencionar que esta arma rastrea al enemigo que se encuentre en frente, sin necesidad de apuntar. Es el arma de candencia más lenta, tan lenta como "un canguro saltarín cojo" y tiene la munición más escasa empezando por apenas 5 y aumentando con una diferencia poco notable de 10. Debido a su escasa munición se debe saber usarla y ahorrarla para los enemigos más Fuertes como por ejemplo el jefe final que no te da munición roja, azul y morada.

### Poderes
Al principio del juego, la energía almacenada que utilizaron en Jak (como sujeto de prueba en la prisión) provocó la transformación de éste en un monstruo con piel y cabello gris, ojos totalmente negros, cuernos, con uñas largísimas y con poderes de eco oscuro. El jugador tendrá a disposición a este monstruo cuando una barra de eco oscuro se llene. Jak aprenderá a controlar a este alter ego a medida que avance la historia y aprenderá poderes:

#### Bomba oscura
Jak Oscuro (alter ego) saltará y golpeará con su puño al suelo provocando una onda de eco oscuro que aniquilará a todo lo que se encuentre en el área, bueno, en el área todo lo que se encuentre en la pantalla¨.

#### Explosión Oscura
Jak Oscuro saltará y comenzará a Girar Lanzando rayos de eco oscuro en la pantalla.

#### Invulnerabilidad
Jak oscuro obtendrá la capacidad de resistir cualquier ataque del enemigo sin perder vida alguna. Además, su cuerpo expelerá rayos que alejarán o dañarán al enemigo en una batalla cuerpo a cuerpo.

#### Gigante oscuro
Jak Oscuro se transformará en un gigante de 6 metros. Esta es la cosa más efectiva y destructiva que se puede usar en el juego, ya que aumentará la fuerza y velocidad de Jak Oscuro por cinco (ya de por sí mismo tiene una resistencia, velocidad y fuerza por dos en comparación con el Jak original, lo que significa diez veces más poderoso o más que el Jak normal). Tanto que podrá "batear", literalmente, a cualquier enemigo aéreo o terrestre (excluyendo jefes finales) sacándolo del ángulo visible del jugador.

### Escenarios
Jak II tiene lugar en el mismo universo de ciencia ficción creado por Naughty Dog para la Serie Jak and Daxter, 500 años en el futuro. La trama gira en torno a lo que ocurre en gran parte dentro y fuera de Villa refugio, una ciudad gobernada por el Barón Praxis y su Guardia Carmesí encargados de aplicar la ley. Distintas zonas de la ciudad se abren según vaya progresando el jugador.

## Personajes

### Jak
Al principio del juego, al igual que en el primer juego de la saga, Jak (voz de Michael Erwin) tiene 15 años y es el protagonista, junto a su compañero Daxter. Cuando llegan por primera vez a Villa Refugio, Jak es capturado por la Guardia Carmesí y se convierte en el proyecto "Guerrero Oscuro" del Barón Praxis durante dos años, siendo objeto de varios experimentos. Estos, dándole finalmente, a los 17 años la habilidad de transformarse en Jak Oscuro. Una forma monstruosa que es despertada cuando reúne el suficiente Eco Oscuro. La personalidad de Jak es muy diferente de la que tenía en Jak and Daxter: The Precursor Legacy, en el que era mudo y era mucho menos agresivo que en este juego. Habla por primera vez en la serie cuando es sacado de prisión gracias a Daxter, diciendo "¡Voy a matar a Praxis!".

### Daxter
Daxter (voz de Max Casella) es un híbrido de nutria-comadreja (conocido como una comadreja) y en el juego es el alivio cómico. Daxter buscó a Jak durante dos años. Tuvo que conseguir empleo en ese periodo y llegó a derrotar al general (no jefe) de los Cabezachapas y finalmente le ayuda a escapar al principio del juego. En el videojuego de este mismo se relata su experiencia tras los sucesos al principio del juego.

### Samos
Sabio del eco verde, vigilante de Jak y Daxter en El Legado de los Precursores, desaparecido tras haber entrado en el Portal de la Grieta. Jak y Daxter lo buscarán hasta encontrarle, casualmente meses después de la liberación de Jak, en la prisión del palacio.

### Keira
Hija de Samos y excelente mecánica por la que Jak siente algo más que una amistad. Desaparecida tras su llegada a Villa Refugio. Cuando Jak y Daxter la encuentran, les revela que durante los dos años ha estado trabajando en el medio de volver a su tiempo construyendo una réplica de la máquina que les llevó a la ciudad. Financió su proyecto secreto montando un equipo de carreras.

### Errol
Capitán de la Guardia Carmesí. Captura a Jak a su llegada a Villa Refugio, y se convierte en su rival desde ese instante. Piloto experimentado de carreras que espera poder dar su merecido a Jak.

### Barón Praxis
Gobernador de Villa Refugio, odiado por todos sus habitantes. Su principal objetivo es derrotar a los cabezachapas para conservar el trono, por lo que utiliza cualquier medio para conseguirlo, entre los cuales se encontraba crear una bestia oscura capaz de derrotar a las bestias con pasmosa facilidad. Jak fue el sujeto de ese proyecto, en el que adquirió sus poderes oscuros.

### Kor
Anciano miembro de la resistencia encargado de vigilar y cuidar al joven heredero de Mar. Más tarde se descubriría que se trata del jefe de los cabezachapas.

### Jak Joven
Referido a él como "El niño", se trata de Jak cuando era pequeño, antes de ser mandado al pasado para adquirir las habilidades necesarias para poder derrotar al jefe de los cabezachapas.

### Torn
Segundo de mando en La Resistencia y antiguo miembro de la Guardia Carmesí que desertó al no compartir los ideales del Barón Praxis. Fiero guerrero y hábil estratega, luchará por derrocar al malvado gobernador del trono.

### Krew
Obeso dueño de un bar al que sólo le importan el dinero y todo aquello que sea valioso. Su bando es el que le aporta mayor beneficio cuando le conviene.

### Sig
Tipo duro, estepario al servicio de Krew. Se encarga de cazar cabezachapas como trofeos para Krew y de hacerle algunos recados peligrosos. No comparte los ideales de Krew, todo lo que hace lo hace por mantener un trabajo fijo y por mantenerse.

### Vin
Científico con nervios a flor de piel que teme a los cabezachapas más que a nada. A pesar del aura de pánico que le rodea siempre, posee conocimientos muy avanzados que ayudarán a Jak y Daxter en sus misiones.

### Ashelin
Hija del Barón Praxis, miembro de la Guardia Carmesí y aliada de La Resistencia. Es la infiltrada de los rebeldes que no comparte el punto de vista de su padre. Su enemistad llegará a tal punto que el Barón amenazará con matarla a cambio de información de La Resistencia.

### Tess
Miembro de la resistencia, esta chica por la que Daxter ha perdido el corazón. Ella, lejos de asquearse, se deja impresionar y trata a Daxter como a un héroe.

### Onin
Pitonisa muy anciana que vive en el bazar de Villa Refugio con poderes mágicos muy avanzados. Muda, se comunica a través de movimientos de sus manos, interpretados por Pecker. Es la única que ve en Jak algo especial y descubre en Kor al jefe de los cabezachapas malvado que se oculta tras su figura humana.

### Pecker
Híbrido de loro y mono, traductor de Onin, con poca paciencia y poco respeto a cualquier otro que no sea él mismo. Discutirá con Daxter en muchas ocasiones, debido a sus personalidades opuestas.

### Samos Jovencito
Conocido al principio del juego como "La Sombra". Líder de La Resistencia, es el Sabio Samos en su juventud. Sus principales objetivo serán derrocar al Barón Praxis, colocar al Niño en el trono (ya que el padre del Niño, fue un exrey de villa refugio) y utilizar La Piedra de Precursor para que el niño salve a la ciudad de los Cabeza-Chapas.

### Brutter
Lurker comerciante del bazar de Villa Refugio que lucha por liberar a su especie de la esclavitud. Lejos de ser como las bestias de El Legado de los Precursores, los Lurkers se han vuelto más pacíficos, y este en concreto ha aprendido la lengua humana.

## Recepción
Este juego recibió muy buenas críticas. Se llevó el premio al mejor editor por IGN y GameSpot, estuvo nominado al mejor juego de Playstation 2 por GameSpot y obtuvo una puntuación de 87/100 en MetaCritic y un 88% en Game Rankings
Jak II se añadió a la lista de los mejores éxitos de Sony el 8 de septiembre de 2004, debido a al menos 400,000 copias vendidas en sus primeros 11 meses.
La continuación se publicó en el año 2004, con el título Jak 3